# Suimanga de banda porpra
El suimanga de banda porpra (Cinnyris bifasciatus) és un ocell de la família dels nectarínids (Nectariniidae).

## Hàbitat i distribució
Habita sabanes amb acàcies i boscos del Gabon, República del Congo, sud i est de la República Democràtica del Congo, Ruanda, Uganda, oest de Kenya i Tanzània, incloent les illes de Zanzíbar i Màfia, cap al sud en Angola, nord de Namíbia, nord de Botswana, Zàmbia, Malawi, nord i est de Zimbabwe, Moçambic i nord-est de Sud-àfrica, a l'extrem oriental del Transvaal, est de Swazilàndia i Natal.